# Джинчарадзе, Георгий Михайлович
Георгий Михайлович Джинчарадзе (20 июня 1899, Патардзеули, Тифлисский уезд, Тифлисская губерния — 1982, Тбилиси) — советский военачальник, генерал-майор артиллерии (5 июля 1946), участник Великой Отечественной войны.

## Биография
В 1919—1921 годах служил в Грузинской демократической республики. С февраля 1921 года служил в Рабоче-крестьянской Красной армии и служил в 9-м Грузинском красном стрелковом полку. С 1922 года учился в Грузинской объединённой военной школе на артиллерийское отделение. Окончив обучение, служил в легком артиллерийском дивизионе 1-й Грузинской стрелковой дивизии Отдельной Кавказской армии.
В 1930 году окончил артиллерийские курсы усовершенствования командного состава армии. С февраля 1937 года Джинчарадзе исполнял должность начальника штаба артиллерии 47-й Грузинской горнострелковой дивизии Закавказского военного округа.
Во время Великой Отечественной войны подполковник Джинчарадзе с 3 августа 1941 года исполнял должность командира 836-го артиллерийского полка 269-й стрелковой дивизии. В составе с дивизией участвовал в битве под Москвой. С апреля 1942 года был в должности командующего артиллерией 314-й стрелковой дивизии, которая в составе 2-й ударной армии Волховского фронта принимала участие в Синявинской наступательной операции 1942 года, а в 1943 — в операции «Искра» по прорыву блокады Ленинграда. За удачное выполнение боевых задач в боях по прорыву блокадного кольца Ленинграда Джинчарадзе был награждён орденом Отечественной войны I степени.
С мая 1943 года занимал должность заместителя командующего артиллерией 2-й ударной армии Ленинградского фронта.
За удачное выполнение заданий в Красносельско-Ропшинской и Нарвской наступательных операциях в 1944 году, 25 сентября 1944 года Джинчарадз был награждён орденом Кутузова II степени.
С 25 сентября 1944 года Джинчарадзе исполнял должность командира 24-й артиллерийской дивизии прорыва РГК, которая была в подчинении 4-го Украинского фронта. Вместе с ней участвовал в боях в Оломоуце и Праге, за что дивизия была награждена орденом Суворова II степени. По окончании войны продолжал исполнять должность командира 24-й артиллерийской ордена Суворова II степени дивизии прорыва РГК.
1 августа 1956 года был уволен в отставку по болезни.

## Награды
Награды Георгия Джинчарадзе:
- Орден Красной Звезды
- 4 Ордена Красного Знамени
- Орден Кутузова II степени
- Орден Отечественной войны I степени
- Медаль «За боевые заслуги»
- Медаль «За победу над Японией»
- Медаль «За оборону Ленинграда»
- Медаль «За победу над Германией в Великой Отечественной войне 1941—1945 гг.» (09.05.1945).